# Нефть (альбом)
Нефть  — второй студийный альбом российского рэп-исполнителя Dino MC 47, выпущенный 22 июня 2009 года.

## Список композиций

### Обычное издание
1. Intro
2. Мастера Трагедии
3. Москва город Грозный
4. Корабли
5. Репчина Грузит (уч. Crash)
6. Я С Тобой (уч. Андрей Чёрный)
7. Главное верить
8. Не рассуждай (уч. Анастасия Кочеткова)
9. Нефть (уч. High Fly Family)
10. Сделай шаг (уч. Иракли)
11. Глаголы (уч. Рома Жиган, ST & 5Плюх)
12. Хочу в жаркие страны (уч. Звонкий & Пан)
13. На своей волне…
14. Нас Нет
15. Нам Говорят
16. Перемен
17. Дай мне мой mic… (уч. ST)
18. Поколение Pepsi (уч. Рома Жиган)
19. На своей волне Instrumental

### Бонусы
1. Легенда (клип)
2. Нам говорят (клип)
3. Сделай шаг (клип)

## Рецензии
МС продолжает «противостоять Системе», записывая при этом сладостные дуэты с Иракли и выдавая философские откровения, достойные Тимати. Невероятный аттракцион сидения на двух стульях сильно расширяет представления о человеческой гибкости.
— пишет Иван Напреенко в журнале Rolling Stone